# Hedysarum astragaloides
Hedysarum astragaloides är en ärtväxtart som beskrevs av George Bentham. Hedysarum astragaloides ingår i släktet buskväpplingar, och familjen ärtväxter. Inga underarter finns listade i Catalogue of Life.